# Jedle (Kryg)
Jedle – część wsi Kryg w Polsce położona w województwie małopolskim, w powiecie gorlickim, w gminie Lipinki.
W latach 1975–1998 część wsi administracyjnie należała do województwa krośnieńskiego.